# Заречье (Берёзовский сельсовет)
Заре́чье (бел. Зарэчча) — деревня в Берёзовском районе Брестской области Беларуси. Входит в состав Берёзовского сельсовета. Население — 468 человек (2019).

## Население
В 2009 году — 297 жителей
| Численность населения (по переписи) | Численность населения (по переписи) | Численность населения (по переписи) | Численность населения (по переписи) | Численность населения (по переписи) | Численность населения (по переписи) | Численность населения (по переписи) | Численность населения (по переписи) |
| 1897                                | 1921                                | 1939                                | 1959                                | 1970                                | 1999                                | 2009                                | 2019                                |
| ----------------------------------- | ----------------------------------- | ----------------------------------- | ----------------------------------- | ----------------------------------- | ----------------------------------- | ----------------------------------- | ----------------------------------- |
| 490                                 | ↘332                                | ↗606                                | ↘568                                | ↘540                                | ↘319                                | ↘297                                | ↗468                                |

## Достопримечательность
- Памятник советским летчикам. Мемориальный самолёт: реактивный истребитель МиГ-17ПФ ВВС СССР[6]. Установлен в 1974 году в районе деревни Заречье, около шоссе Брест – Барановичи.